# 天主教特古西加爾巴總教區
天主教特古西加爾巴總教區（拉丁語：Archidioecesis Tegucigalpensis）是洪都拉斯一個羅馬天主教教省總教區，下轄九個教區。
1527年升為教區，時屬西維爾總教區。1916年2月2日升為總教區。
總教區位包括弗朗西斯科·莫拉桑省，2010年有教友1,550,000人（佔轄區總人口86.1%）、五十六個堂區、135名司鐸。現任總主教為奧斯卡·罗德里格斯·马拉迪亚加樞機。